# Lista över insjöar i Sollentuna kommun
Detta är en lista över sjöar i Sollentuna kommun baserad på sjöns utloppskoordinat. Om någon sjö saknas, kontrollera grannkommunens lista eller kategorin Insjöar i Sollentuna kommun.

## Lista
| Namn      | Koordinat                                     | Sjöid         | VYID          | Yta (km²) | Strandlinje (km) | Höjd (m) | Maxdjup (m) | Volym (m³) | HARO  | Natura 2000 |
| --------- | --------------------------------------------- | ------------- | ------------- | --------- | ---------------- | -------- | ----------- | ---------- | ----- | ----------- |
| Djupan    | 59°25′40″N 17°53′19″Ö / 59.42786°N 17.88849°Ö | 659155-161824 |               | 0,05      |                  | 17       | 2           | 60 000     | 60061 |             |
| Norrviken | 59°28′33″N 17°56′22″Ö / 59.47570°N 17.93944°Ö | 659728-161988 | 659697-162096 | 2,49      | 17,7             | 4        | 12,5        |            | 61000 |             |
| Ravalen   | 59°26′57″N 17°54′31″Ö / 59.44917°N 17.90867°Ö | 659466-161903 | 659396-161931 | 0,301     | 2,89             | 12       | 1,9         | 440 000    | 61000 |             |
| Rösjön    | 59°26′38″N 17°59′46″Ö / 59.44388°N 17.99598°Ö | 659285-162419 | 659353-162428 | 0,319     | 3,81             | 6,3      | 7,3         | 1 850 000  | 60061 |             |
| Snuggan   | 59°27′43″N 17°57′53″Ö / 59.46199°N 17.96486°Ö | 659549-162245 |               | 0,03      |                  | 35       | 3           | 50 000     | 60061 |             |
| Väsjön    | 59°27′24″N 17°58′23″Ö / 59.45674°N 17.97317°Ö | 659479-162313 | 659492-162294 | 0,117     | 1,3              | 17,9     |             |            | 60061 |             |